# Averroísmo

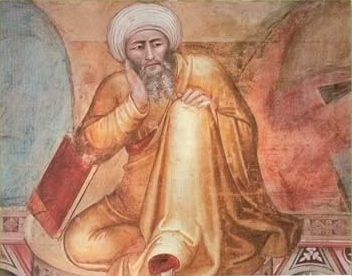
Averroes, retratado numa pintura do artista italiano Andrea di Bonaiuto. Florença, século XIV.

Averroísmo é um termo que pode se referir a dois movimentos que percorreram a escolástica do fim do século XIII: (a) a agitação suscitada pelas interpretações de Aristóteles feitas pelo filósofo islâmico Averroes e por suas ideias de reconciliação entre o aristotelismo e a fé islâmica; e (b) a tentativa de aplicar essas ideias nas tradições intelectuais latino-cristãs e judaicas, tal como manifesta em Siger de Brabante, Boécio de Dácia e Moisés Maimônides. O termo foi originalmente cunhado por Ernest Renan.

## Definição
O averroísmo, com as prováveis exceções de Siger, Dante Alighieri e Raimundo Lúlio jamais foi um movimento intelectual que se reconhecesse como uma escola ou tradição. É, na verdade, uma categoria historiográfica elaborada primeiramente por Renan em Averroès et l'averroïsme, e aplicada pelos historiadores posteriores aos usos significativos de doutrinas de Averroes e de suas exegeses da obra de Aristóteles por pensadores judeus e cristãos tal como chegaram através das tradições latina e hebraica. "Averroísta", portanto, pode descrever um leque de posições, que abarca inclusive os estudiosos interessados na influência de Averrois na condição de fenômeno histórico.

## Principais ideias
As principais ideias da concepção filosófica original do averroísmo — encontradas nos comentários a Aristóteles feitos por Averroes — são:
- Há uma única verdade, mas há (pelo menos) dois caminhos para alcançá-la: através da filosofia e através da religião;
- O mundo é eterno;
- A alma está dividida em duas partes: uma individual e outra divina;
- A alma individual não é eterna;
- Todos os seres humanos, num nível básico, partilham de um único e mesmo intelecto (uma forma de "monopsiquismo")[2]
- Ressurreição dos mortos.

## Averroísmo cristão
A concepção averroísta foi alvo de duas condenações pela Igreja Católica, em 1270 e 1277, promovidas pelo bispo Etienne Tempier. Tempier especificou 219 teses averroísta inaceitáveis. Já se apontou  que as principais acusações de Tempier são quase idênticas às que Al-Ghazali formulou contra os filósofos em geral na sua obra A Incoerência dos Filósofos (e que Averroes, por sua vez, tentou demonstrar serem injustificadas em sua A Incoerência da Incoerência).
A fim de resolver o problema, Siger tentou defender a existência de uma "dupla verdade": uma verdade factual ou "dura", que se alcança através da ciência e da filosofia, e uma verdade "religiosa", a que se chega pela religião. Essa ideia era diferente da que Averroes propôs; a ideia desse último era a de que havia apenas uma verdade alcançada por dois meios diferentes — jamais que houvesse duas verdades. Acreditava, entretanto, que as Escrituras usavam às vezes uma linguagem metafórica; mas aqueles que não tivessem o treinamento filosófico indispensável para apreciar o verdadeiro significado das passagens em questão estavam obrigados a acreditar no significado literal.
A concepção filosófica tardia do averroísmo consistiu na ideia de que os mundos filosófico e religioso eram entidades separadas. Entretanto, o exame acurado das 219 teses condenadas por Tempier revelam que nem todas elas tinham origem em Averroes. "Aristotelismo radical" e "Aristotelismo heterodoxo" foram os termos utilizados por um tempo para designar o movimento filosófico iniciado Siger e Boécio, e diferenciá-lo do averroísmo; atualmente, a maioria dos estudiosos simplesmente chamam todos de averroísmo.
Tomás de Aquino atacou especificamente a doutrina do monopsiquismo e do panpsiquismo em seu livro De unitate intellectus contra Averroistas. Nesse contexto, o termo "averroísmo" é usado corretamente.
Embora condenadas em 1277, muitas das teses averroísta sobreviveram até o século XVI e foram incorporadas às filosofias de Giordano Bruno, Pico della Mirandola e Cesare Cremonini. Essas teses tratam da superioridade dos filósofos em relação às pessoas comuns e da relação entre o intelecto e a dignidade humana.

## Averroísmo judaico
Baruch Spinoza também foi notavelmente influenciado pelo averroísmo: seu panteísmo deriva do monopsiquismo averroísta, e sua crença no status superior dos filósofos e suas tendências ao secularismo são herdeiras do averroísmo. É provável que o averroísmo spinozista tenha influenciado o conservadorismo e o reconstrucionismo judaico.